# Bleuel

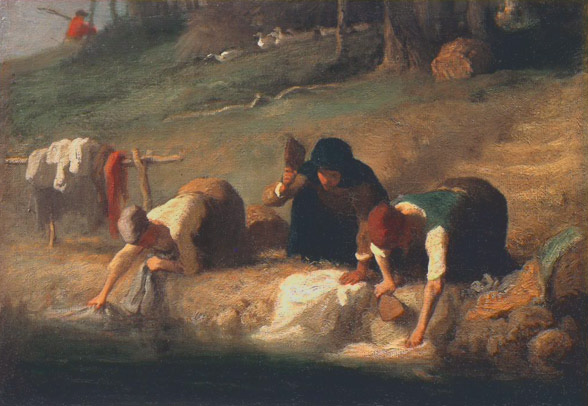
Das Gemälde Die Wäscherinnen von Jean-François Millet zeigt Wäscherinnen am Fluss bei der Arbeit mit dem Bleuel.

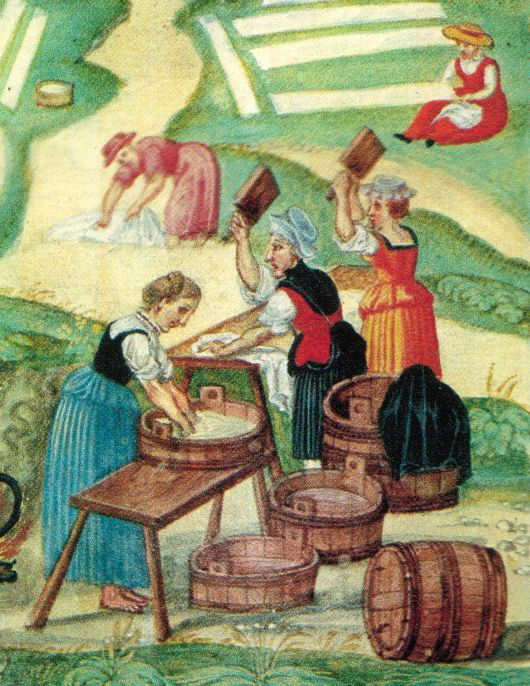
„Das große Waschfest vor der Stadt“, Miniaturmalerei aus Splendor Solis (alchimistische Handschrift, Nürnberg, 1531, Detail)

Ein Bleuel (auch Wäschebleuel) ist ein Schlagholz (siehe auch Schlägel) und wurde bis zur Erfindung der Waschmaschine zum Wäschewaschen verwendet.
Der Bleuel besteht aus einer flachen, breiten Schlagfläche und einem Handgriff. Bei den meisten Modellen sind der Handgriff und die Schlagfläche aus einem einfachen Brett gearbeitet. Es gibt auch aufwendigere Bleuel, bei denen der Griff auf die Oberseite aufgesetzt ist und die zum Teil auf der Oberseite mit Schnitzereien verschönert wurden.

## Etymologie
Das Wort Bleuel kommt von ahd. plûwil oder bliuwil über mhd. bliuwel, bzw. als Verb bleuen, was „Klopfen“ oder „Schlagen“ bedeutet, von mhd. bliuwen. Das Wort hat sich bis heute in den Begriffen „einbläuen“ und „verbläuen“ erhalten. Seit der Rechtschreibreform schreibt man die Verben gemäß einer Volksetymologie mit ä, das Substantiv jedoch weiterhin mit e.
Der Pleuel (Stange zur Kraftübertragung bei Maschinen) ist etymologisch vom Bleuel abgeleitet. Die Verbindung mag sowohl in der „Rührbewegung“ des Pleuels liegen als auch möglicherweise in der sich zum großen Pleuelauge hin verbreiternden Form der Pleuelstange.

## Verwendung
Der Bleuel dient zum Ausschlagen der Wäsche, um auf diese Weise Schmutz zu entfernen. Die mit Wasser eingeweichte und mit Seife behandelte Wäsche wird dazu auf eine harte Unterlage (z. B. einen Stein oder eine Holzplatte) gelegt. Dann wird mit dem Bleuel auf den Stoff geschlagen. Durch das Schlagen wird der Schmutz von den Fasern gelöst und das Laugenwasser mitsamt dem Schmutz aus dem Gewebe gepresst.
Mit langstieligeren Bleueln wurde auch die Wäsche im Zuber umgerührt und aus ihm herausgefischt.

## Sonstiges
- Die Gemeinde Nauheim in Hessen führt ein Wäschebleuel im Wappen und das Wappen der Gemeinde Wäschenbeuren zeigt die Verwendung eines solchen.
- Wie die Begriffe „verbleuen“ und „einbleuen“ nahelegen, wurde der Bleuel vermutlich mitunter auch als häusliches Züchtigungsinstrument verwendet. Möglicherweise hat sich das Paddle (siehe auch Spanking) aus dem Wäschebleuel entwickelt, welcher früher in praktisch jedem Haushalt zu finden war.

Das Wappen von Nauheim
Das Wappen von Wäschenbeuren
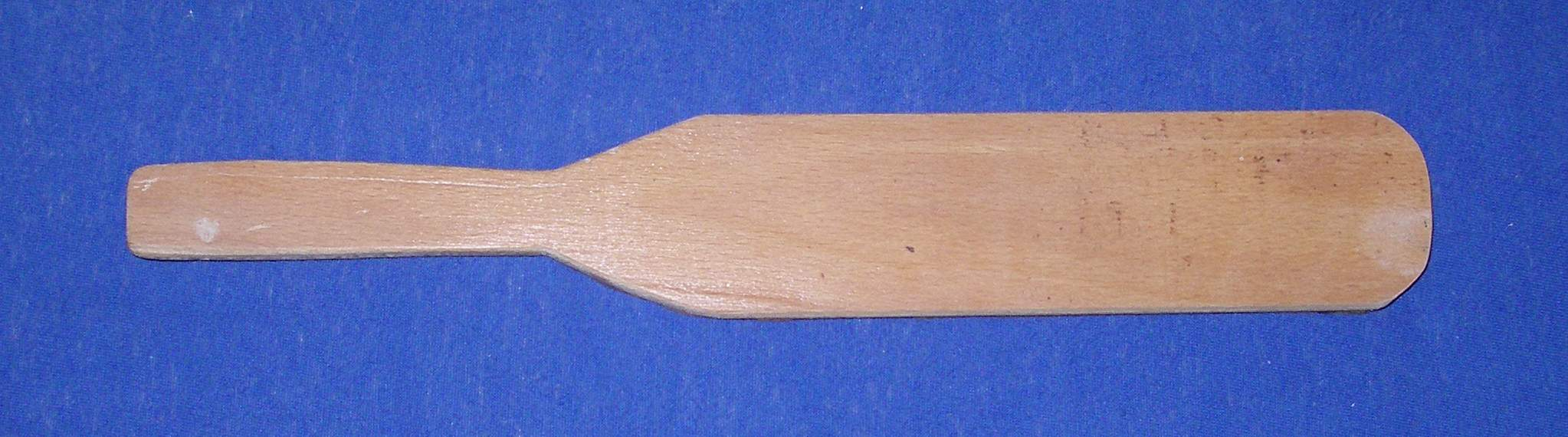
Ein Spanking-Paddle